# Piskupovo
Piskupovo je naselje u gradu Leskovcu, Jablanički upravni okrug, Srbija. Prema popisu iz 2022. godine u Piskupovu je živjelo 87 stanovnika.